# Christoph Brech
Christoph Brech (* 1964 in Schweinfurt) ist ein deutscher Künstler.

## Leben und Werk
Christoph Brech studierte nach dem Abitur und einer Ausbildung zum Gärtner von 1989 bis 1995 an der Akademie der Bildenden Künste München bei Franz Bernhard Weißhaar. 1995 wurde er Meisterschüler. Danach war er von 1997 bis 2000 Assistent an der Akademie der Bildenden Künste in München und 2003 bis 2004 Gastdozent an der Université du Québec Montréal (UQAM), Montréal und 2009 Gastdozent an der National Dong Hwa University  Hualien und an der National Taiwan University of Arts  Taipei.
Brechs Werk konzentriert sich auf Videoarbeiten, Rauminstallationen und Arbeiten im öffentlichen Raum. Seine Videoarbeiten werden in Europa, Nord- und Südamerika sowie in Asien gezeigt. Schwerpunkte legt der Künstler auf die Themen Zeit, Vergänglichkeit, An- und Abwesenheit und Erinnerung sowie auf körperliche, geistige und spirituelle Übergänge.
Ein weiteres großes Thema ist die Musik. Im Video Opus 110a von 2001 wird Musik mit den Falten des Fracks des Dirigenten Christoph Poppen visualisiert. Der Film über das Quartett Quatuor Ebène von Brech ist ein Porträt und geht der Frage „Wo entsteht Musik?“ nach. Charakteristisch ist für Brech eine plötzliche Entdeckung als Ausgangspunkt künstlerischer Arbeitsweise. Anders als der Künstler Wassily Kandinsky, der mit seinem „Gelben Klang“ Entsprechungen zwischen Tönen und Klängen suchte, geht Brech nicht systematisch vor. Die Installation Porträt eines Orchesters ist in Zusammenarbeit mit Mariss Jansons und dem Symphonieorchester des Bayerischen Rundfunks entstanden. Die Töne der einzelnen Musiker werden in Licht umgewandelt. Wie ein musikalischer Sternenhimmel war diese Arbeit Anfang 2009 im Stadtmuseum München zu sehen. Das zufällig Beobachtete nimmt Gestalt an in Bildern, die langsam auf den Betrachter zufließen. Auf Reisen wie 2003 nach Kanada als „Artist in Residence“ entstanden sowohl Fotoserien in Tagebuchform als auch Filme.
Während seines Aufenthaltes 2006 in Rom als Stipendiat der Villa Massimo entstand das Diario Fotografico, ein  Fototagebuch. Es bringt Alltagssituationen formal und inhaltlich in neue Zusammenhänge. Die Präsenz verschiedener Epochen wird deutlich. Aus dieser Zeit stammt auch das Material für die Videos La Civetta (2006), Trapasso (2008), Transito (2007) und Punto (2006). La Civetta zeigt den klassischen Blick auf den Petersdom durch das Schlüsselloch des Eingangs der Malteser Gärten auf dem Aventin. Dieses Werk wird mit dem film noir verglichen. Trapasso und Transito thematisieren vergängliches Licht, Zeit und Veränderung durch die Zeit. Punto wirkt wie eine Luftspiegelung.
Christoph Brech vertrat Deutschland bei der internationalen Videoausstellung Mutations II, Moving Stills, die in Museen in Berlin, Bratislava, Luxemburg, Moskau, Paris, Rom und Wien (2008/2009) gezeigt wurde. Er gilt als einer der wichtigsten deutschen Videokünstler. 2011 gewann Christoph Brech zusammen mit Nicola Borgmann den international ausgeschriebenen Wettbewerb für die Kunst im Erweiterungsbau des Deutschen Bundestags in Berlin (Marie-Elisabeth-Lüders-Haus). Die closed-circuit-Videoinstallation Blick-Wechsel überzeugte die Jury, da sie in poetischer Weise die Spree als innerdeutsche Grenze thematisiere. 2020 wurde der Künstler für die Chor- und Oratorienfenster der Heilig-Kreuz-Kirche in München-Giesing mit dem Artheon Kunstpreis der Deutschen Gesellschaft für christliche Kunst ausgezeichnet. Brech lebt und arbeitet in München.

## Arbeiten im öffentlichen Raum
- 2024: Videoinstallation Gallus-Glocke, Münster St. Maria und Markus auf der Insel Reichenau im Bodensee[5]
- 2021: Blickwechsel, Video-Installation, Neubau Deutscher Bundestag, Berlin
- 2019: Chor- und Oratorienfenster der Heilig-Kreuz-Kirche in München-Giesing
- 2019: Umwandeln, Edelstahl-Buchstaben am Hochbunker (Architekturgalerie), München
- 2015: Mosaikgarten Il Ponte, 2 Mosaike, Westfriedhof, München
- 2013: Video-Porträt des Baritons Wolfgang Koch, Porträtgalerie der Bayerischen Staatsoper, München
- 2013: Glastafeln, Gymnasium Marktoberdorf
- 2006: Bänke, Nikolaus-Kiener-Projekt, Eckstätt
- 2004: Signs, Konduktives Förderzentrum Neubau, München
- 2001: Lichtwaage, Neues Justizgebäude, Augsburg
- 2001: Rechtschrift, Fassadengestaltung Neues Justizgebäude, Augsburg
- 1998: Up Side Down, Foyergestaltung Rheinhold & Mahla GmbH, München
- 1997: Zeitenwechsel, Platzgestaltung für Cavalier Elbracht, Klenzebau, Ingolstadt
- 1995: Aussicht–Einsicht, Gestaltung des Foyers und eines Sitzungssaales Bayerischer Landtag, München
- 1994: Wigwam, Lichthofgestaltung Kinderfachklinik, Gaißach
- 1992: Alpenspiegel, Foyergestaltung Bayerische Bereitschaftspolizei, München

## Werke in öffentlichen Sammlungen (Auswahl)
- Museum für Moderne Kunst, Frankfurt
- Städtische Galerie im Lenbachhaus, München
- Bundeskunstsammlung, Berlin
- Altana Kulturstiftung, Bad Homburg
- Sammlung Goetz, München
- Vatikanische Museen, Rom
- Staatliche Kunstsammlungen Dresden
- Zentrum für Kunst und Medientechnologie, Karlsruhe
- Deutscher Bundestag, Berlin
- Bibliotheca Hertziana, Rom
- Deutsches Historisches Institut, Rom
- Landesmuseum Mainz
- Staatsgalerie Stuttgart
- Katholische Akademie Bayern, München
- Deutsche Akademie Rom Villa Massimo, Rom
- Erzbischöfliches Diözesanmuseum Paderborn
- Kunsthalle Schweinfurt
- Bayerisches Nationalmuseum, München

## Ausstellungen (Auswahl)
- 2022: So gesehen. Barbara Klemm – Christoph Brech, Diözesanmuseum Paderborn
- 2020: Bon Voyage, Ludwig Forum für Internationale Kunst Aachen
- 2020: Rubens und der Barock des Nordens, Erzbischöfliches Diözesanmuseum Paderborn
- 2019: Tiepolo, der beste Maler Venedigs, Staatsgalerie Stuttgart
- 2019: Nachts. Zwischen Traum und Wirklichkeit, Sammlung Goetz im Haus der Kunst
- 2019: Opéra Monde, Centre Pompidou, Metz
- 2016: Überleben - Christoph Brech. Installationen im Dialog mit dem Mittelalter, Bayerisches Nationalmuseum, München. Katalog.[6]
- 2009: Passagen. Videos, Fotos, Installationen, Sinclair-Haus, Bad Homburg, anschließend: 2010 Museum Villa Stuck, München[7]

## Preise und Auszeichnungen
- 2020: Artheon Kunstpreis der Deutschen Gesellschaft für christliche Kunst für die Chor- und Oratorienfenster der Heilig-Kreuz-Kirche in München-Giesing
- 2018: Kunstpreis Berlin in der Sektion Film und Medienkunst, Akademie der Künste Berlin
- 2009: Franz-Ludwig-Catel-Preis, Rom
- 2006: Will-Grohmann-Preis der Akademie der Künste Berlin, Stipendium Deutsche Akademie Rom Villa Massimo
- 2005: Projektstipendium Junge Kunst und Neue Medien, München
- 2003: Jahresstipendium beim Conseil des Arts et des Lettres du Québec